# Моя семья (фильм, 1995)
«Моя семья» (англ. My Family, исп. Mi Familia) — американский фильм 1995 года.
В фильме снялись Джимми Смитс, Эдвард Джеймс Олмос, Эсай Моралес и другие. Участие в этом фильме стало первой актерской работой Дженнифер Лопес.
Сюжет фильма поставлен на истории Мексикано-Американской семьи, которая иммигрировала из Мексики в Штаты, и осела в East Los Angeles (один из районов Лос-Анджелеса).
Tagline: Три поколения мечты.

## Сюжет
Фильм начинается с того, что отец семьи, Хосе Санчес (Jacob Vargas), отправляется пешком в путешествие из Мексики в Лос-Анджелес. Цель путешествия — Калифорнио, старик, родивший в Лос-Анджелесе ещё в те времена, когда он был частью Мексики. Калифорнио говорит что хотел бы, чтобы на его могиле написали: «Когда я был рождён, это была Мексика, и кому же я вру, это до сих пор Мексика».
Хосе встречает любовь всей своей жизни — Марию (Дженнифер Лопес), которая является гражданкой Америки, и женится на ней. Но незаконно депортированная в Мексику Мария, проделывает длинный и опасный путь обратно в Лос-Анджелес. Вновь встретившись Хосе и Мария, оседают в городе, и начинают новую жизнь…

## В ролях
- Джимми Смитс — Джимми Санчес
- Эдвард Джеймс Олмос — Пако
- Эсай Моралес — Чучо
- Elpidia Carrillo — Изабель
- Enrique Castillo — Memo Sanchez
- Rafael Cortés — Роберто
- Constance Marie — Тони Санчес
- Scott Bakula — Давид
- Люпе Онтиверос — Ирен Санчес
- León Singer — El Californio
- Мэри Стинберджен — Глория
- Dedee Pfeiffer — Karen Gillespie
- Bibi Besch — Mrs. Gillespie
- Брюс Грэй — Mr. Gillespie
- Eduardo Lopez Rojas — Jose Sanchez
- Дженни Гаго — Maria Sanchez
- Джейкоб Варгас — Jose Sanchez in the 1920s
- Jennifer Lopez — Maria Sanchez, in the 1920s

## За кадром
В то время как New Line Cinema занималась распространением фильма, множество продюсерских компаний было задействовано в его создании. К примеру, такие как: American Playhouse, Francis Ford Coppola’s American Zoetrope, Majestic Films International и Newcomb Productions.
Грегори Нава хотел сделать автобиографический фильм, но по ходу съемок стало ясно, что это будет, что-то куда более масштабное. Nava говорил, «Очень много дополнений к сюжету пришло из историй других семей когда я занимался их изучением для фильма, в восточном Лос-Анджелесе».
Финальная сцена была полностью скопирована с финальной сцены фильма Apur Sansar (1959).

### Место съёмок
Фильм снимался сразу же и в Калифорнии и в Мексике.
- Места где снимались сцены фильма:
  - В Калифорнии — Agoura Hills и Los Angeles.
  - К Мексике — Ocumichu, Patamba, и Pátzcuaro, все эти города находятся в штате Michoacán.

## Показы
Премьера фильма в Америке состоялась 3 мая 1995 года. В Великобритании 6 октября 1995 года.
Фильм был показан на нескольких кино фестивалях, в том числе на Donostia-San Sebactian Международный Кино Фестиваль, Испания.
За первую неделю показов фильм собрал $2 164 840, а в общем, счете за начальный период показов было собрано $11 079 373. Предположительный бюджет фильма составил $5,5 млн.

### Релиз
Датой релиза фильма является 8 апреля 1997 года, а 6 апреля 2006 года фирма New Line Home Video выпустила DVD версию.

## Приём

### Критика
Отзывы в целом были положительными. На сайте Rotten Tomatoes у фильма 79% «свежих» оценок, основанных на 57 рецензиях профессиональных критиков, со средней оценкой 7,3/10. Роджеру Эберту, кинокритику газеты Chicago Sun-Times, понравилась режиссура фильма, и он написал: «Их история рассказана в образах поразительной красоты и переполняющей энергии, редко можно услышать столько смеха от аудитории, которая также иногда трогала до слез». Кинокритикам Фредерику и Мэри Энн Бруссат, которые пишут для интернет-издания «Духовность и практика», понравился фильм, актерская игра и режиссура. Они написали: «Моя семья - это трогательный и мистический портрет многопоколенной мексикано-американской семьи в Восточном Лос-Анджелесе... Режиссер Грегори Нава прекрасно справляется с организацией многих событий в этой эмоционально резонансной драме».
Но не все были так добры. Кэрин Джеймс в обзоре фильма в The New York Times написала, что фильм был «крайне неравномерный» и «предлагает банальное, раздутое повествование Эдварда Джеймса Олмоса и зачастую ослабевающее чувство драмы». Она также  была недовольна режиссурой Навы и написала: «[Нава], кажется, настолько увлечен фактурой мексикано-американской жизни, что ускользает от любого чувства характера». Тем не менее, она очень хвалила игру Джимми Смитса.